# Lygosoma singha
Lygosoma singha är en ödleart som beskrevs av  Taylor 1950. Lygosoma singha ingår i släktet Lygosoma och familjen skinkar. IUCN kategoriserar arten globalt som otillräckligt studerad.
Artens utbredningsområde är Sri Lanka. Inga underarter finns listade i Catalogue of Life.